# Carlos I Tocco

Conquistas de Carlos I Tocco, 1376-1429. Fontes: Nicol, Donald M. (1984) O Despotado de Epiros 1267-1479: Uma Contribuição para a História da Grécia na Idade Média. Brendan Osswald, Épiro do século XIII ao XV: Autonomia e heterogeneidade de uma região dos Balcãs Fine, John Van Antwerp (1994) The Late Medieval Balkans:Levantamento crítico do final do século XII à conquista otomana, Ann Arbor: University of Michigan

Carlos I Tocco (data de nascimento  desconhecida – 4 de julho de 1429) foi conde palatino de Cefalónia entre 1376 e 1429 e déspota do Epiro desde 1411 até à sua morte em 1429.

## Biografia
Carlos era filho do Leonardo I Tocco, e de Madalena Buondelmonti, irmã de Esaú Buondelmonti do Epiro. Leonardo foi conde palatino de Cefalónia e Zacinto entre 1357 e 1376 e duque de Leucas entre 1362 e 1376, e era filho de Guilherme II Tocco, governador de Cefalónia entre 1328 e 1335, e de Margarida Orsini, irmã de Nicolau Orsini e de João II Orsini, senhores de Epiro e condes de Cefalónia. Desse modo, Carlos Tocco herdou a pretensão ao Epiro tanto pelo lado dos Orsini como dos Buondelmonti.
Carlos I sucedeu ao seu pai como conde de Cefalónia e duque de Leucas em 1376. Partilhou o poder com o seu irmão Leonardo II Tocco, a quem foi concedido o governo de Zacinto como apanágio em 1399. A herança do seu sogro Nério I Acciaiuoli, Duque de Atenas, fez de Carlos um pretendente aos feudos de Corinto e Mégara em 1395, e ele esteve envolvido de forma intermitente nos assuntos do Peloponeso, controlando partes da Élida a partir de 1402 até as ceder aos Bizantinos em 1427, após ter sido derrotado na batalha das Equinadas.
A partir de 1405,[carece de fontes?] Carlos controlou várias fortalezas no continente, incluindo Argyrocastron. Foi convidado para suceder ao seu tio Esaú Buondelmonti em Janina depois da rejeição da viúva e filho do último em fevereiro de 1411. No entanto, teve que vencer a oposição determinada dos clãs albaneses, e em particular do déspota Jaime Bova Espata de Arta. Apesar da vitória deste sobre Carlos em 1412, os Albaneses fracassaram em tomar Janina. Pelo contrário, não muito depois da morte de Maurício e de Jacob ter sido morto em combate em 1416, Carlos avançou sobre Arta e obteve a sua rendição em 1416. Arta foi confiada ao irmão mais novo de Carlos, Leonardo, e a partir daí os Tocco passaram a controlar todas as cidades importantes do Epiro.
Em 1415 tinha-lhe sido concedido o título de déspota pelo imperador bizantino Manuel II Paleólogo. À parte do seu conflito com os governantes bizantinos da Moreia (Peloponeso) sobre Élida, o resto do reinado de Carlos foi relativamente pacífico, pelo menos até 1427, quando foi derrotado pelos Bizantinos na batalha das Equinadas.
Não obstante ter vários filhos ilegítimos, Carlos foi sucedido pelo seu sobrinho Carlos II Tocco. A sua sobrinha Madalena Tocco (depois conhecida como Teodora Tocco) casou com o imperador bizantino Constantino XI, e recebeu como dote as possessões da família Tocco no Peloponeso. Segundo estudos mais recentes, o nome dessa sobrinha de Carlos não era Madalena, como durante muito tempo se pensou, mas sim Creusa.

## Família
Carlos I Tocco não teve filhos do seu casamento com Francesca Acciaiuoli, neta de Nério I Acciaiuoli, duque de Atenas. Duma relação com uma amante de nome desconhecido, Carlos teve cinco filhos ilegítimos: Memnone de Acarnânia, Ercole, Turno (ou Torno), António e Orlando de Reniassa.

## Crónica da família Tocco de Cefalónia
A Crónica da família Tocco de Cefalónia é uma obra que tudo indica ter sido escrita por um dos seus contemporâneos e que cobre o período de 1375 a 1425, incluindo por isso o reinado de Carlos. Nela pode ser encontrada muita informação significativa sobre Carlos.